# Cedric Gibbons
Austin Cedric Gibbons (Dublin, 23 de março de 1893 — Los Angeles, 26 de julho de 1960) foi um diretor de arte e designer de produção irlandês que trabalhou na indústria cinematográfica.
É creditado como um dos fundadores da Academia de Artes e Ciências Cinematográficas e criador da estatueta do Óscar em 1928, prêmio para qual foi nomeado trinta e nove vezes na categoria melhor direção de arte, dos quais ganhou onze.
As cenografias de Gibbons, particularmente em filmes como Born to Dance (1936) e Rosalie (1937), inspiraram o movimento de arquitetura teatral do cinema no final dos anos 1930 até 1950. O estilo é encontrado nos longas dirigidos pelos  irmãos Skouras.
Gibbons está sepultado no Calvary Cemetery (Los Angeles).

## Prêmios e indicações ao Óscar

### Vitórias pela melhor direção de arte
- The Bridge of San Luis Rey (1929)
- The Merry Widow (1934)
- Pride and Prejudice (1940)
- Blossoms in the Dust (1941)
- Gaslight (1944)
- The Yearling (1946)
- Little Women (1949)
- An American in Paris (1951)
- The Bad and the Beautiful (1952)
- Julius Caesar (1953)
- Somebody Up There Likes Me (1957)

### Indicações pela melhor direção de arte
- When Ladies Meet (1933)
- Romeo and Juliet (1936)
- The Great Ziegfeld (1936)
- Conquest (1937)
- Marie Antoinette (1938)
- The Wizard of Oz (1939)
- Bitter Sweet (1940)
- When Ladies Meet (1941)
- Random Harvest (1942)
- Madame Curie (1943)
- Thousands Cheer (1943)
- Kismet (1944)
- National Velvet (1944)
- The Picture of Dorian Gray (1945)
- Madame Bovary (1949)
- The Red Danube (1949)
- Annie Get Your Gun (1950)
- Too Young to Kiss (1951)
- Quo Vadis (1951)
- The Merry Widow (1952)
- Lili (1953)
- The Story of Three Loves (1953)
- Young Bess (1953)
- Brigadoon (1954)
- Executive Suite (1954)
- I'll Cry Tomorrow (1955)
- Blackboard Jungle (1955)
- Lust for Life (1956)